# Österreichischer Arbeitnehmerinnen- und Arbeitnehmerbund
Der Österreichische Arbeitnehmerinnen- und Arbeitnehmerbund (ÖAAB, früher Österreichischer Arbeiter- und Angestelltenbund) ist die Arbeitnehmer-Organisation der Österreichischen Volkspartei (ÖVP). Aufgrund der bündischen Struktur der ÖVP sind alle Mitglieder des ÖAAB zugleich Mitglieder der ÖVP.

## Politische Arbeit
Nach dem Seniorenbund ist der ÖAAB derjenige Bund der ÖVP, der die meisten Mitglieder aufweist. Die Zahl der Mitglieder wurde im Jahr 2016 mit 153.770 angegeben.
Im Verhältnis zu seiner Mitgliederzahl ist er allerdings in deren Führungspositionen unterrepräsentiert, da parteiintern auf ein politisches Gleichgewicht mit den anderen Bünden der ÖVP geachtet wird.
Der ÖAAB ist eine Gruppierung innerhalb der Arbeiterkammer, der gesetzlichen Vertretung der Arbeitnehmer. 
Dem ÖAAB nahesteht die Fraktion Christlicher Gewerkschafter (FCG), eine Fraktion innerhalb des Österreichischen Gewerkschaftsbunds. Bei Betriebsratswahlen kandidieren oft Listengemeinschaften von ÖAAB und FCG.

## Gründung

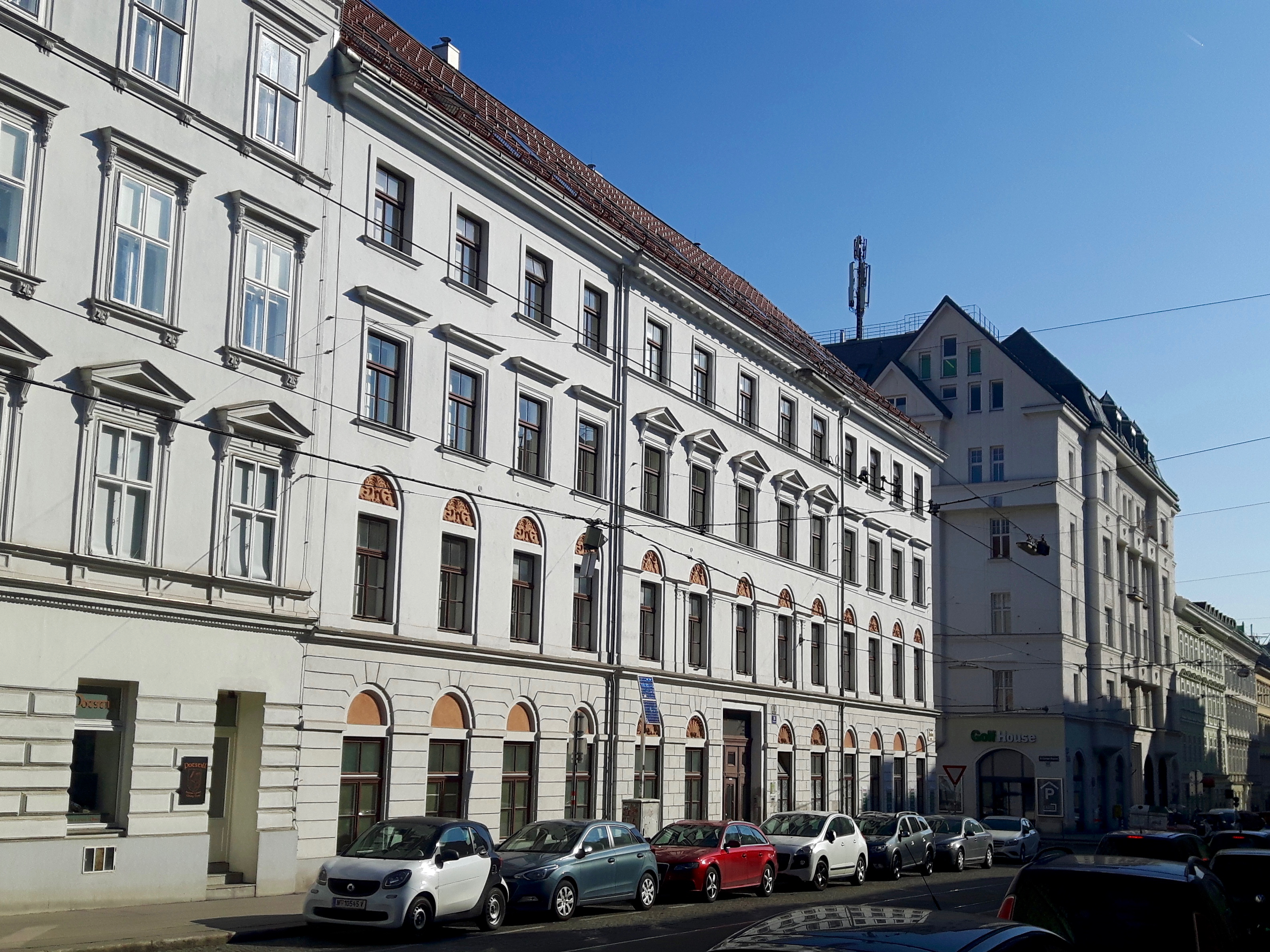
Das Haus der Christlichen Gewerkschaft in Wien, in dem 1945 der ÖAAB gegründet wurde

Der ÖAAB wurde am 14. April 1945 in Wien gegründet. Schon während des Zweiten Weltkrieges schufen im Untergrund tätige christliche Gewerkschafter die Konzepte für eine neue einheitliche christliche Arbeiterbewegung. Am 6. April 1945 wurden Lois Weinberger, Felix Hurdes, Otto Troidl, Hans Pernter und Leopold Figl gemeinsam aus der GeStaPo-Haft im Wiener Landesgericht entlassen. Die ersten politischen Gespräche nach der Freilassung fanden im Keller von Weinbergers Wohnhaus in der Neutorgasse im 1. Wiener Bezirk statt, an denen neben Weinberger und Hurdes auch die ehemaligen christlichen Gewerkschafter Ferdinand Rechberger, Heinrich Woboril und Alois Küblböck teilnahmen. Nachdem es gelungen war, das ehemalige Haus der Christlichen Arbeiterbewegung in der Laudongasse 16 zurückzugewinnen, fanden weitere Besprechungen in den dortigen Räumlichkeiten statt.
Erster Bundesobmann wurde Lois Weinberger, stellvertretende Vorsitzende waren Heinrich Woboril und Franz Bauer, Sekretär wurde Karl Kummer. Leopold Kunschak, der bereits 1892 den christlichsozialen Arbeiterverein gegründet hatte und als dessen Vorstand bis 1934 einer der führenden Persönlichkeiten der christlichen Gewerkschaften war, hatte zuvor die Obmannschaft abgelehnt und wurde Ehrenvorsitzender.
Der ÖAAB ist drei Tage älter als die ÖVP. Der ÖAAB war eine der Triebfedern für deren Gründung, sowohl Weinberger als auch Kunschak waren Gründungsmitglieder der ÖVP.
Mit dem Wiener Programm wurde 1946 das erste Grundsatzprogramm des ÖAAB beschlossen. Darin wurde berufliche und wirtschaftliche Selbstverwaltung gefordert. Diese Selbstverwaltung sollte ihren Ausdruck in einem „Volk von Eigentümern“ finden, indem persönliches Eigentum der Arbeitnehmer betont wurde und Mitarbeiter an Unternehmen beteiligt sein sollten.

## Obleute

August Wöginger, seit 2016 Obmann des ÖAAB

- 1945–1960: Lois Weinberger
- 1960–1971: Alfred Maleta
- 1971–1978: Alois Mock
- 1978–1987: Herbert Kohlmaier
- 1987–1991: Robert Lichal
- 1991–1997: Josef Höchtl
- 1997–2003: Werner Fasslabend
- 2003–2009: Fritz Neugebauer
- 2009–2011: Michael Spindelegger
- 2011–2016: Johanna Mikl-Leitner
- 2016–:0000 August Wöginger[4]

## Generalsekretäre
- 1945–1946 Karl Kummer
- 1946 Franz Latzka
- 1946–1947 Leopold Jochberger
- 1947–1953 Fritz Bock
- 1953–1956 Ignaz Köck
- 1956–1972 Rudolf Harramach
- 1972–1975 Johann Gassner
- 1975–1993 Walter Heinzinger
- 1993–2002 Walter Tancsits
- 2003–2009 Werner Amon
- 2009–2010 Beatrix Karl
- 2010–2012 Lukas Mandl
- 2012–2016 August Wöginger
- 2016–2018 Karl Nehammer
- 2018–2025 Christoph Zarits[5]
- seit 2025 Lukas Brandweiner[6][7]